# 李珽
李珽（9世纪？—913年3月27日），字公度，唐朝末年至五代十国后梁官员，陇西敦煌人。
李珽五世祖忠懿公李憕。父亲李縠，在唐懿宗、唐僖宗朝，官至右諫議大夫。李珽聪明有才学，善于词赋。唐僖宗时，晋国公王铎镇守滑州，李縠在宾席，王铎见李珽，大加赏叹。二十四岁登进士第，授校书郎，拜監察御史。李珽为人孝友，与弟弟李琪有敦睦之爱。他为母亲丁忧，因为父亲灵柩在外地，家贫无以办丧事，李珽与弟弟李琪在腊月雪天穿着縗衣扶杖，含哀求人，于是双亲得以合葬。李珽每天不过吃一碗饭，常虚弱地躺在丧庐中不能起身。服丧结束，再征为御史，因瘦弱不能赴任。荆南成汭征召为掌书记，过了一段时间才前去。天复年间，杨行密派军大举围夏口杜洪，逼巴陵，朱温命成汭与马殷率水军十万援救鄂州。成汭以大船载兵数万，李珽进言：“每艘战舰容纳兵士千人，要载一倍的粮食，有紧急情况也不能动。吴军剽悍轻捷，如果被他们牵制，则武陵朗州、武安潭州都是我们的仇敌，将有后患；不如派骁将屯守巴陵，大军对峙，等敌军粮绝，鄂州就能解围。”成汭不听。吴军乘风纵火，战船尽焚，士兵溺死，成汭投长江自杀，朗州、潭州军攻入荆州，一如李珽所料。赵匡凝镇守襄阳，又辟掌书记，受任左补阙。次年，朱温破赵匡凝，赵匡凝逃到扬州，朱温得到李珽，以他为天平军掌书记，对诸将说：“这是真书记。”沧州节度使刘守文拒命，朱温引兵十余万围攻，日久未下，于是召李珽草檄。李珽笔不停缀，立时而成，被朱温赞赏。朱温即位，任命为考功员外郎、知制誥。李珽揣测朱温不想把旧僚越级拜授清显官职，三次上章固辞，于是以本官监曹州事。曹州离汴京数十里，官民豪猾，前后十余任刺史，都被罢免。李珽在任一年，有政绩。入朝为兵部郎中、崇政院直学士。许州节度使冯行袭得病，麾下有牙兵二千，都是原来秦宗权的部下，冯行袭为人严酷，从事魏峻劝谏，被冯行袭诬称贪赃下狱，想要杀他。朱温于是派李珽代冯行袭为匡国军留后。李珽至许州，到达客舍，安慰许州将吏，冯行袭病重，想让别人代他受诏，李珽说：“头向东身穿朝服，是礼仪。”于是进入卧室内见冯行袭宣诏，令他善自补养，如果有不测，子孙能保后福。冯行袭感泣，解印给了李珽，代掌军府事。李珽知道魏峻之冤，将他放出。朱温说：“我就知道李珽必定能办成我的事，冯行袭门户不朽了。”当时出现饥荒，盗贼在汴、宋间劫掠，曹州更厉害，朱温再派李珽治理。李珽抓住大校张彦珂、自己的外甥李郊等，及牙兵百馀人，全部诛杀。征召为左谏议大夫兼宣徽副使。与朱温至魏县，过内黄县，他侍立在行宫，朱温问他：“什么原因县名内黄？”李珽说：“河南有外黄县、小黄县，故此处有内黄县。”朱温问：“外黄、小黄在何处？”他回答：“秦朝有外黄都尉，治理外黄，故城今在雍丘。小黄为北齐所废，故城今在陈留。”朱温平生不爱儒者，听李珽的话就很高兴。朱友珪篡位，李珽任右散騎常侍，充侍讲学士。鳳曆元年二月十七日（913年3月27日），袁象先讨灭朱友珪，李珽为乱兵所杀。